# Mater Dolorosa (Klimmach)

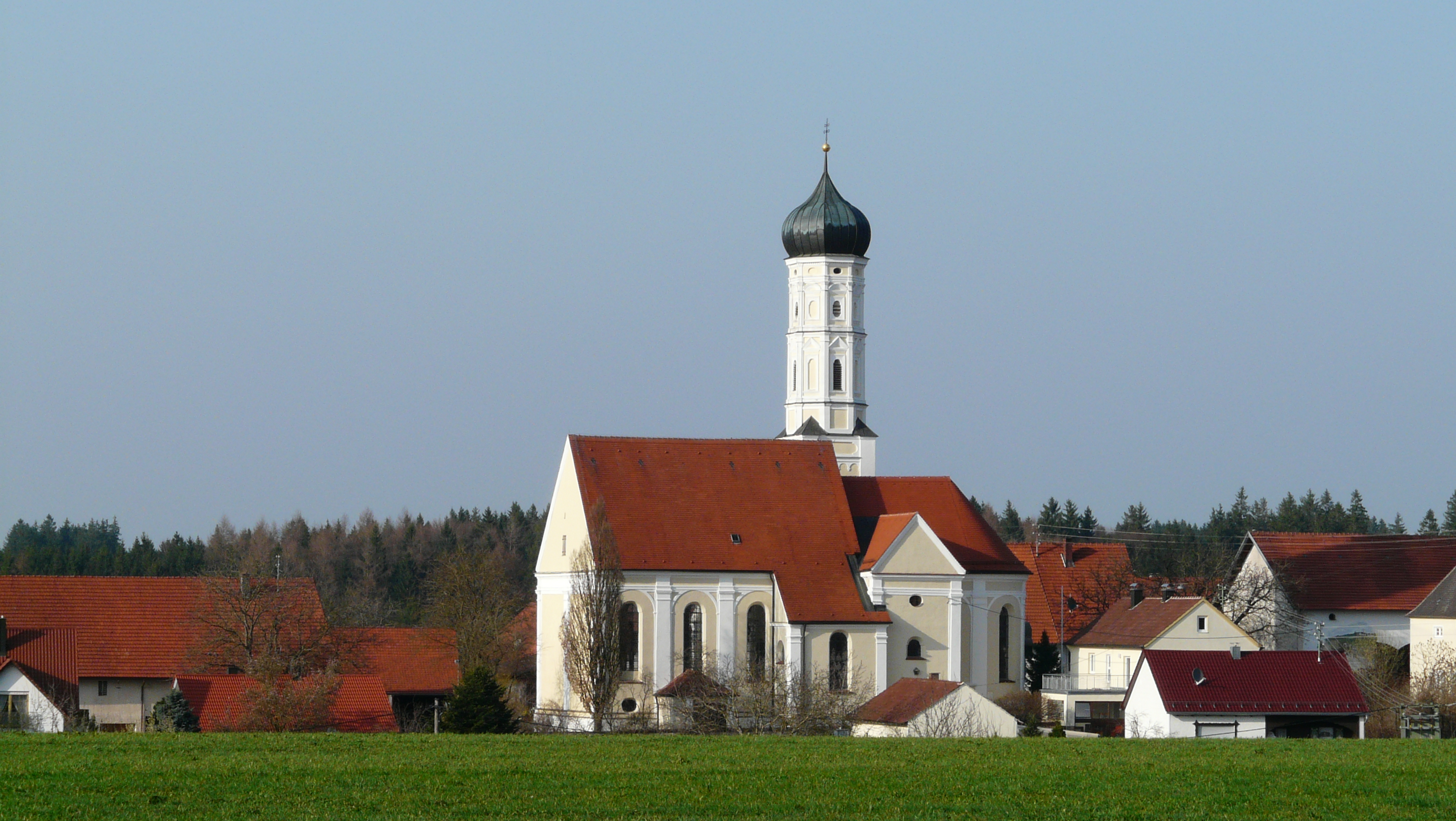
Mater Dolorosa in Klimmach

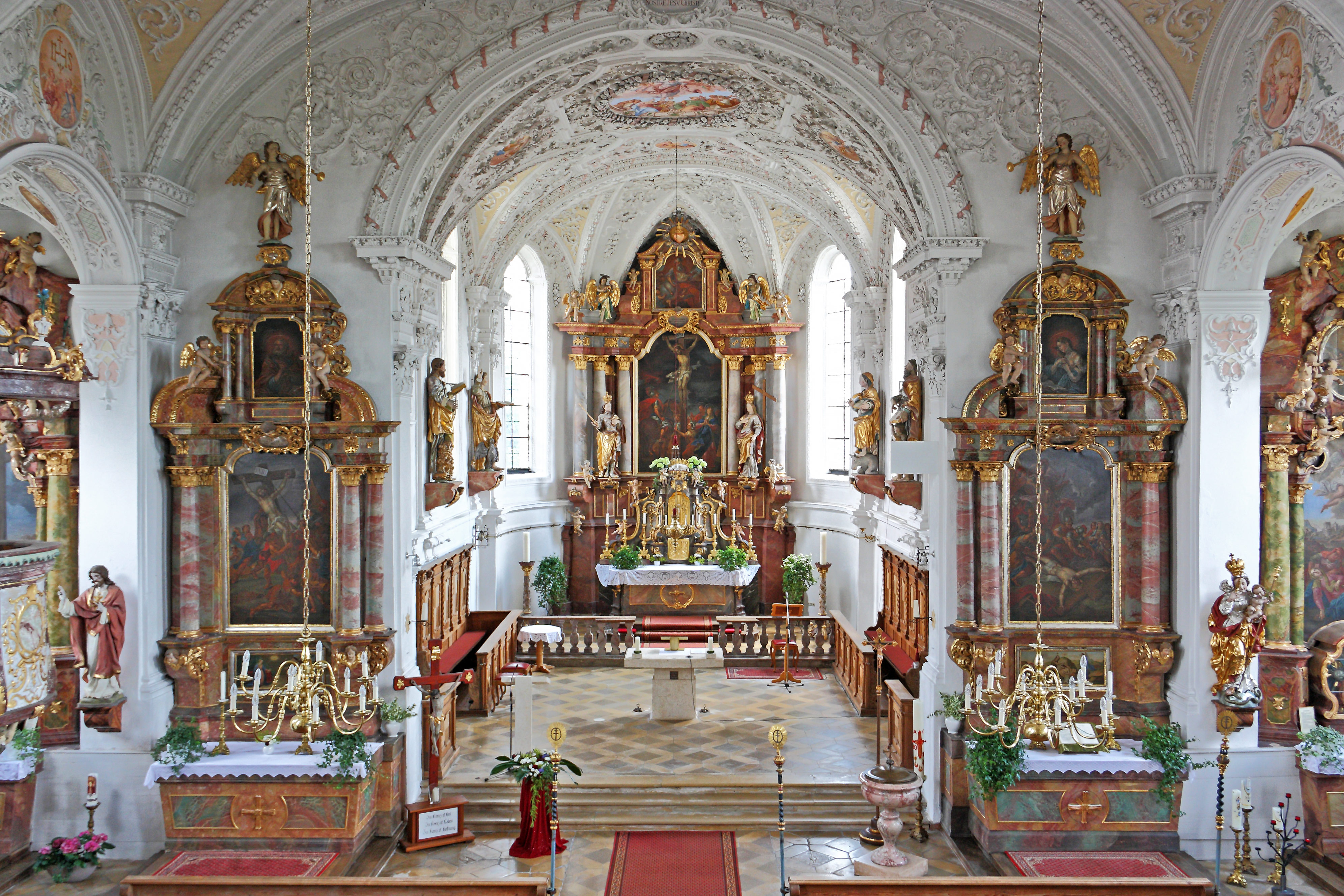
Innenraum

Die römisch-katholische Pfarrkirche und Wallfahrtskirche Mater Dolorosa steht in Klimmach, einem Stadtteil von Schwabmünchen im schwäbischen Landkreis Augsburg in Bayern. Das Bauwerk ist in der Liste der Baudenkmäler in Schwabmünchen als Baudenkmal unter der Nr. D-7-72-200-46 eingetragen.

## Geschichte
In Schwabmünchen gab es seit dem Mittelalter eine Kirche, erwähnt in Urkunden wurde sie erstmals 1451, hatte aber keinen eigenen Pfarrer. 1554 stiftete Hans von Rechberg der Kirche einen Partikel des Heiligen Kreuzes. Daraufhin wurde die Kirche ein Ziel für Wallfahrer. Ein für 1508 nachgewiesener Neubau wurde 1600 renoviert und erhielt 1672 einen neuen Dachreiter. 1679 sollte mit Unterstützung der Herzoginwitwe Mauritia Febronia von Bayern (1652–1706) ein Neubau in Angriff genommen werden. Baumeister war Matthias Stiller aus Wessobrunn. 1710 wurde der Neubau geweiht.
Restauriert wurde die Kirche in den Jahren 1872, 1899, 1926 und zuletzt 1951/54 sowie 1993/94 der Innenraum.

## Architektur
Die Kirche nach einem Entwurf von Matthias Stiller 1705–1708 ist ein Saalbau mit einem Langhaus, einem eingezogenen, halbrund geschlossenen Chor im Osten und einem Chorflankenturm an der Nordwand, der mit einer barocken Zwiebelhaube bekrönt ist. Die Kirche wurde 1729 von Michael Stiller durch den Anbau von seitlichen Kapellen zu einer Kreuzkirche erweitert. Der Innenraum des Langhauses ist mit einem Stichkappengewölbe überspannt. Die vier Achsen sind durch Pilaster unterteilt. Die seitlichen Kapellen sind mit flachen Pendentifkuppeln überspannt. Die Decken des Langhauses, des Chors unter der Seitenkapellen sind durchgehend mit Stuckaturen von Matthias und Michael Stiller ausgestattet, die von Chor und Langhaus zusätzlich mit Deckengemälden.

### Innenausstattung
Der Hochaltar wurde 1707/08 von Johann Bergmüller gebaut. Die Kreuzreliquie befindet sich in einer vergoldeten Monstranz über dem Tabernakel des Hochaltars. Alle Altarbilder nehmen thematisch Bezug auf die Kreuzigung Christi. Auf dem Altarretabel ist Christus am Kreuz zusammen mit seiner Mutter, Maria Magdalena, Johannes und  dem römischen Soldaten Longinus dargestellt, auf den beiden Seitenaltären verschiedene Phasen der Kreuzabnahme. Die vier überlebensgroßen Skulpturen im Chor stellen die Vier Evangelisten zusammen mit ihren Evangelistensymbolen dar. Die um 1735 gebaute Kanzel wird Dominikus Bergmüller zugeschrieben.
Die beiden Emporen auf der Westseite sind durchgehend mit Stuckaturen und Gemälden in den Kartuschen ausgestattet. In 10 Szenen, Arbeiten des  Münchner Hofmalers Johann Degler (1667–1729), wird die Passionsgeschichte Jesu dargestellt. Die Orgel auf der oberen Empore hat einen Prospekt aus dem 19. Jahrhundert im Stil des Neurokoko.